# 新娘甚至被光棍們扒光了衣服
《新娘甚至被光棍們扒光了衣服》（法語：La mariée mise à nu par ses célibataires, même），或者叫《大玻璃》（Le Grand Verre），是法國藝術家杜尚創作的一件藝術品。此作基本是由兩塊高達9英尺（2.7）的玻璃組成，上有油、清漆、鉛綫甚至是塵土做成的圖案。他製作此作的想法出現于1913年，作品本身則在1915年至1923年間完成。
這個作品表現的是新娘（上半部分）和九個單身漢（下半部分），此外還有許多不明造物。1926年此作首次參展，地點為布魯克林博物館。後來在一次運輸過程中打破，杜尚將其修復。現在它為費城藝術博物館的永久藏品。杜尚後來還做個三個複製品，第一個在1961年賣給當代美術館，第二個在1966年賣給倫敦的泰特美術館，第三個現藏于東京大學的駒場博物館。

## 外部連接
- The Bride Stripped Bare by Her Bachelors, Even （页面存档备份，存于） is displayed at the Philadelphia Museum of Art.
- Making Sense of Marcel Duchamp by Andrew Stafford. Includes animation of The Large Glass
- Kinetic Realization Duchamp's Bicycle Wheel with the Chocolate Grinder and Scissors of The Large Glass